# مانی-منتارلو
مانی-منتارلو (به فرانسوی: Magny-Montarlot) یک کمون در فرانسه با جمعیت ۲۰۷ نفر است که در Canton of Auxonne واقع شده‌است.